# Костирів
Ко́стирів — село в Україні, у Сосницькій селищній громаді Корюківського району Чернігівської області. Населення становить 142 осіб. До 2017 орган місцевого самоврядування — Пекарівська сільська рада.

## Історія
Назва села походить від прізвища першопоселенця Костирний. Рід Костирних зберігся до сьогодні. Костира — гравець в кості. На початку 18 ст. налічувалося 22 двори. 1810р. — 58 ревізьких душ. За переписом 1897 р. — 57 дворів, 281 житель, фабрика. У 1924р. — 94 двори і 515 жителів. 2014р. — 79 жителів.
Урочища: Пересип, Крекач, Московка, Огагіне, Німецький сад, озеро — Жаденя.
12 червня 2020 року, відповідно до розпорядження Кабінету Міністрів України № 730-р «Про визначення адміністративних центрів та затвердження територій територіальних громад Чернігівської області», увійшло до складу Сосницької селищної громади.
19 липня 2020 року, в результаті адміністративно-територіальної реформи та ліквідації Сосницького району, увійшло до складу Корюківського району Чернігівської області.